# Liliana Ibarra
Liliana Ibarra (31 de diciembre de 1972) es una deportista colombiana que compitió en judo. Ganó una medalla de bronce en el Campeonato Panamericano de Judo de 1997 en la categoría de –52 kg.

## Palmarés internacional
| Campeonato Panamericano | Campeonato Panamericano | Campeonato Panamericano | Campeonato Panamericano |
| Año                     | Lugar                   | Medalla                 | Categoría               |
| ----------------------- | ----------------------- | ----------------------- | ----------------------- |
| 1997                    | Guadalajara (México)    | Medalla de bronce       | –52 kg                  |